# Buttes Coyote
Les buttes Coyote (en anglais : Coyote Buttes) sont une formation montagneuse des États-Unis située sur le plateau du Colorado.

## Géographie
Les buttes Coyote forment une section du Paria Canyon-Vermilion Cliffs Wilderness (en), une zone de nature sauvage  gérée par le Bureau of Land Management (BLM) couvrant l'extrémité centre-sud de l'Utah et le centre-nord de l'Arizona, au sud de la Route 89, à mi-chemin entre Kanab, dans l'Utah, et Page, dans l'Arizona. L'entité est divisée en deux zones : les buttes Coyote Nord et les buttes Coyote Sud. La butte la plus élevée atteint 2 000 m d'altitude.

## Géologie
Les buttes Coyote ont commencé à se former il y a près de deux cents millions d'années, au cours de la période du Jurassique. Elles sont composées de grès tendre (du grès de Navajo) et leurs teintes rouge-orangé proviennent de la forte teneur en calcium du sol et de divers minéraux d'oxyde de fer, d'oxohydroxyde et d'hydroxyde qui y sont présents.
Le vent, conjugué à l'action de la pluie, a créé un relief éolien formé de courbes harmonieuses, notamment sur la partie nord où se situe une formation rocheuse spectaculaire connue sous le nom de The Wave (« la vague »).

## Paléontologie
Plus de mille empreintes de pattes de dinosaures ont été trouvées dans la région dans une zone dénommée Dinosaur Trackway (« piste des dinosaures ») et sont datées d'environ 190 millions d'années. Cette piste s'étend sur quelque 3 000 m2.